# Bundestagswahlkreis Gera – Jena – Saale-Holzland-Kreis
Der Wahlkreis Gera – Jena – Saale-Holzland-Kreis (2005: Wahlkreis 195, 2009 und 2013: Wahlkreis 194) war bei den Bundestagswahlen von 2005 bis 2013 ein Bundestagswahlkreis in Thüringen. Er umfasste die kreisfreien Städte Gera und Jena sowie den Saale-Holzland-Kreis.
Zur Bundestagswahl 2017 verlor Thüringen einen Wahlkreis, was zu einer grundlegend neuen Wahlkreiseinteilung führte. Der Wahlkreis Gera – Jena – Saale-Holzland-Kreis wurde aufgelöst und auf benachbarte Wahlkreise aufgeteilt. Die Stadt Gera kam zum Bundestagswahlkreis Gera – Greiz – Altenburger Land, die Stadt Jena zum Bundestagswahlkreis Jena – Sömmerda – Weimarer Land I und der Saale-Holzland-Kreis zum Bundestagswahlkreis Saalfeld-Rudolstadt – Saale-Holzland-Kreis – Saale-Orla-Kreis.

## Bundestagswahl 2013
Die Bundestagswahl 2013 erbrachte folgendes Ergebnis im Wahlkreis:
| Direktkandidat         | Partei                             | Erststimmen in % | Zweitstimmen in % |
| ---------------------- | ---------------------------------- | ---------------- | ----------------- |
| Albert Helmut Weiler   | CDU                                | 36,1             | 34,8              |
| Ralph Lenkert          | Die Linke                          | 27,0             | 25,6              |
| Volker Blumentritt     | SPD                                | 18,3             | 15,9              |
| Olaf Müller            | GRÜNE                              | 4,7              | 6,9               |
| Michael Heinz Kaufmann | AfD                                | 5,5              | 6,6               |
| Gerald Albe            | PIRATEN                            | 2,4              | 2,8               |
| Thomas Nitzsche        | FDP                                | 1,7              | 2,8               |
| Gordon Richter         | NPD                                | 2,6              | 2,6               |
| Claudia Scholz         | Freie Wähler                       | 0,8              | 0,9               |
| Merlyn von Hugo        | ÖDP/Familie, Gerechtigkeit, Umwelt | 0,7              | 0,7               |
| Jörg Brechlin          | Partei der Vernunft                | 0,2              | —                 |
| —                      | REP                                | —                | 0,2               |
| —                      | MLPD                               | —                | 0,1               |

## Bundestagswahl 2009
Die Bundestagswahl 2009 erbrachte folgendes Ergebnis im Wahlkreis:
| Direktkandidat     | Partei    | Erststimmen in % | Zweitstimmen in % |
| ------------------ | --------- | ---------------- | ----------------- |
| Ralph Lenkert      | Die Linke | 30,4             | 29,9              |
| Roland Richwien    | CDU       | 28,7             | 27,6              |
| Volker Blumentritt | SPD       | 21,3             | 17,2              |
| Peter Röhlinger    | FDP       | 9,7              | 10,3              |
| Olaf Möller        | GRÜNE     | 7,1              | 8,1               |
| –                  | PIRATEN   | –                | 3,4               |
| Peter Pichl        | NPD       | 2,9              | 2,6               |
| –                  | ödp       | –                | 0,4               |
| –                  | REP       | –                | 0,4               |
| –                  | MLPD      | –                | 0,1               |

Ralph Lenkert gewann eines von zwei Direktmandaten für die Partei Die Linke in Thüringen. Die CDU schnitt trotz Stimmengewinnen hier von allen Thüringer Wahlkreisen am schlechtesten ab. Anders als Blumentritt und Richwien konnte Röhlinger über die Landesliste seiner Partei in den Bundestag einziehen. Die Piratenpartei erzielte in diesem Wahlkreis ihr bestes Ergebnis in Thüringen, was vor allem auf das gute Ergebnis in Jena (4,8 %) zurückzuführen ist.

## Bundestagswahl 2005
Die Bundestagswahl 2005 hatte folgendes Ergebnis:
| Direktkandidat     | Partei      | Erststimmen in % | Zweitstimmen in % | Bundestagswahl 2002 Zweitstimmen in % |
| ------------------ | ----------- | ---------------- | ----------------- | ------------------------------------- |
| Volker Blumentritt | SPD         | 31,8             | 30,9              | 39,9                                  |
| Bodo Ramelow       | Die Linke   | 29,4             | 27,7              | 19,3                                  |
| Bernward Müller    | CDU         | 24,6             | 21,5              | 24,8                                  |
| Uwe Barth          | FDP         | 5,9              | 8,2               | 6,3                                   |
| Matias Mieth       | GRÜNE       | 4,9              | 6,6               | 5,7                                   |
| Gordon Richter     | NPD         | 3,5              | 3,2               | 1,3                                   |
| –                  | GRAUE       | –                | 1,1               | 0,6                                   |
| –                  | REP         | –                | 0,6               | 0,6                                   |
| –                  | MLPD        | –                | 0,3               | –                                     |
| –                  | Offensive D | –                | –                 | 1,2                                   |